# Viaggio al centro della Terra (videogioco)
Viaggio al centro della Terra è un'avventura grafica per PC sviluppata da Frogwares e pubblicata nel 2003, liberamente ispirata al tema del celebre romanzo Viaggio al centro della Terra di Jules Verne, di cui riprende il titolo pur discostandosi notevolmente dalla trama e usando personaggi diversi.

## Trama
La fotografa freelance Ariane si reca in elicottero in Islanda, purtroppo subito dopo l'atterraggio il mezzo viene distrutto e il pilota scompare, nel cercare di ritrovarlo trova per caso l'accesso ad un mondo popolato da strane creature e da esseri umani il cui sviluppo tecnologico è fermo ai primi del Novecento.
Ariane nel corso della sua avventura deve cercare di riemergere alla superficie, per farlo dovrà ottenere la collaborazione della popolazione, tuttavia la ragazza è ostacolata dal potere costituito della città, che continua a far credere alla popolazione che il mondo sia ancora devastato dalla prima guerra mondiale per poter mantenere un potere indiscusso e convincere la popolazione a non tentare di tornare al mondo civile.